# Christian Bouchet
Pour les articles homonymes, voir Bouchet.
Christian Bouchet, né le 17 janvier 1955 à Angers (Maine-et-Loire), est un éditeur, essayiste et militant politique français.
Classé à l'extrême droite de l'échiquier politique, il est considéré comme la principale figure du courant nationaliste-révolutionnaire en France.
Il occupe des responsabilités au Mouvement national républicain (MNR), de 1999 à 2002, puis au Front national (FN), dont il est membre depuis 2008.

## Biographie

### Jeunesse et formation
Né le 17 janvier 1955 à Angers, Christian Bouchet grandit dans une famille d'artisans et de commerçants de la « petite bourgeoisie provinciale ». Son père est officier de marine marchande.
Il est diplômé d'études approfondies en droit des affaires, certifié de sciences économiques, maître en histoire et docteur en ethnologie (avec une thèse sur Aleister Crowley soutenue en 1994).

### Engagement politique

#### Débuts dans la mouvance nationaliste révolutionnaire
Élève dans un collège catholique, il y crée en 1969 un groupe antigauchiste. En 1970, il est brièvement membre de la Restauration nationale (RN), avant de rejoindre en 1971 la Nouvelle Action française (NAF).
En 1973, résidant alors à Nantes, il quitte les milieux monarchistes pour devenir, sous  l'influence d'Yves Bataille, l'un des premiers adhérents de l'Organisation lutte du peuple (OLP). Issu d'une scission du mouvement Ordre nouveau, cette organisation nationaliste-révolutionnaire se réclame à la fois de Jean Thiriart et de Mao Zedong, de Nietzsche et de Che Guevara. Elle prône le soutien actif aux mouvements nationalistes du Tiers monde, notamment les partis et régimes arabes opposés au sionisme et à l'« impérialisme américain ».
Au début des années 1980, il indique avoir quitté le Mouvement nationaliste révolutionnaire (MNR, fondé en 1979) de Jean-Gilles Malliarakis, dont il met en cause « l’inadéquation des thèses [...] avec la vie réelle », pour rejoindre les Comités d'action républicaine (CAR) de Bruno Mégret. Il est également proche à cette époque de la Nouvelle Droite : membre du Groupement de recherche et d'études pour la civilisation européenne (GRECE), il fréquente également les réunions du Club de l'horloge,.
Après l'élection de Bruno Mégret comme député lors des élections législatives de 1986 grâce à une alliance avec le Front national (FN), il sollicite les responsables locaux du FN à la demande de la direction des CAR mais, déçu par l'accueil que ceux-ci lui offrent, il quitte les CAR et dit revenir à ses « premières amours » en rejoignant Troisième Voie.
Il devient alors un cadre dirigeant de la mouvance nationaliste-révolutionnaire européenne : il est successivement secrétaire général des mouvements Troisième Voie (TV), Nouvelle Résistance (NR) et Unité radicale (UR), l'un des fondateurs du Réseau radical puis de l'association Les Nôtres, et un des animateurs du mouvement Front européen de libération.

#### Au MNR (1999-2002)
De 1998 à 2002, il anime la tendance dite « radicale » au sein du Mouvement national républicain (MNR) de Bruno Mégret. Il intègre le conseil national du parti, pour lequel il se présente à diverses élections : aux cantonales de 2001 à Rezé où il obtient 6,75 % des voix, puis aux législatives de 2002 dans la quatrième circonscription de la Loire-Atlantique — qui couvre notamment Rezé — où il n'obtient que 0,54 % des suffrages.
Il quitte UR en 2002, quelques semaines avant la tentative d'assassinat de Jacques Chirac par Maxime Brunerie.

#### Au FN (2008 - 2015)

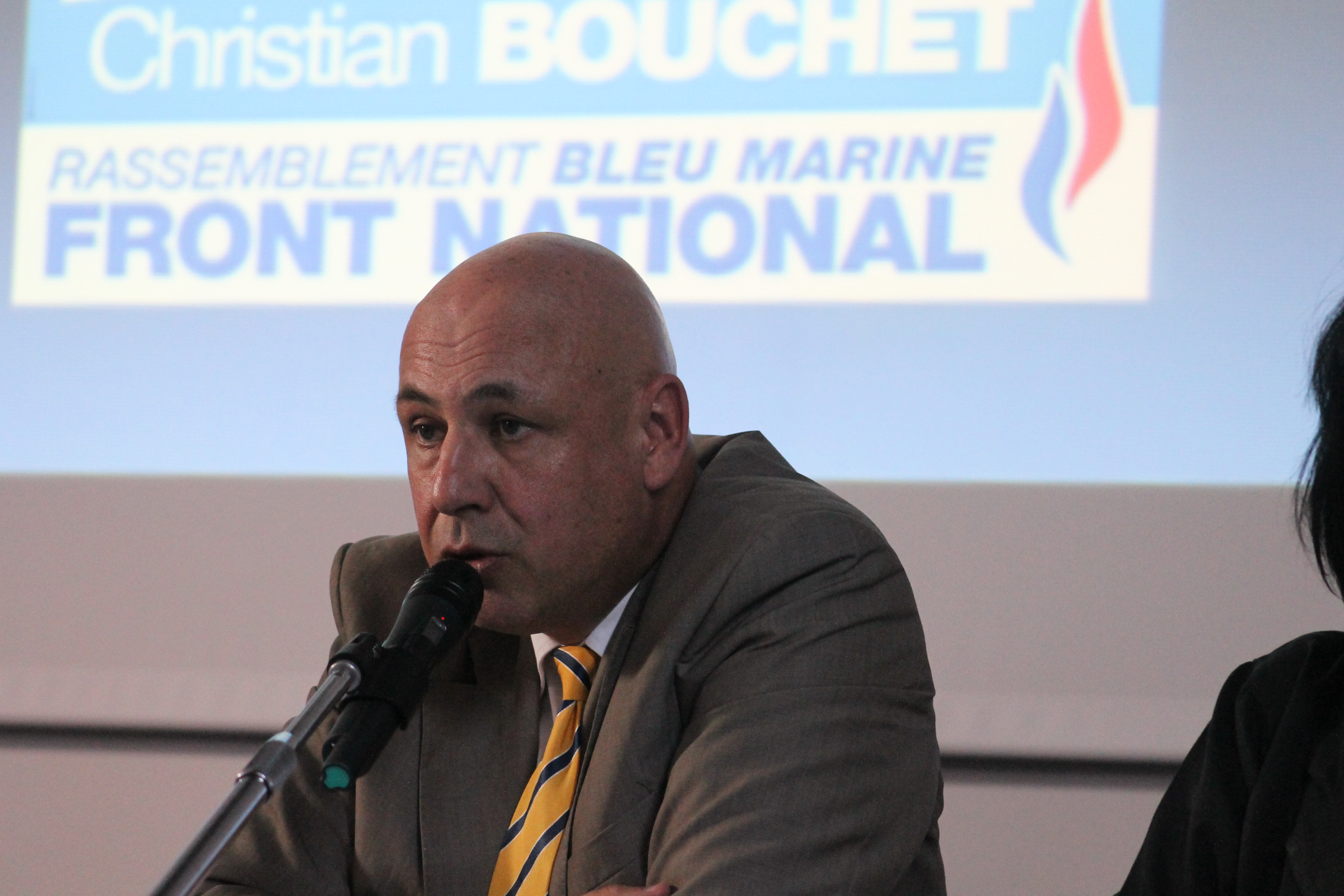
Christian Bouchet lors d'une réunion publique du FN en 2012 à Nantes.

Ayant rompu avec l'activisme mouvementiste, Christian Bouchet soutient la candidature de Jean-Marie Le Pen à l'élection présidentielle de 2007. Dans la foulée, il rejoint le FN en mai 2008, où il occupe des responsabilités au niveau départemental avant d'être nommé au poste de secrétaire départemental adjoint du FN de Loire-Atlantique d'octobre 2010 à mai 2011puis de mars 2013 à décembre 2015.
Lors de la campagne interne pour la présidence du FN, Christian Bouchet promeut activement la candidature de Marine Le Pen et rejoint, en novembre 2010, son comité de soutien.
Il est par ailleurs candidat sous l'étiquette du parti à différentes élections : suppléant d'Oriane Borja à Rezé lors des élections cantonales de 2008 ; deuxième de liste en Loire-Atlantique lors des élections régionales de 2010 dans les Pays de la Loire ; candidat aux élections cantonales de 2011 à La Baule-Escoublac, où il obtient 12,80 % des suffrages.
Il obtient l'investiture du FN pour être candidat aux élections législatives de 2012 dans la troisième circonscription de la Loire-Atlantique après avoir cessé de contribuer à Vox NR ; il affronte alors le Premier ministre Jean-Marc Ayrault et arrive en troisième position avec 8,50 % des voix. Il est ensuite candidat tête de liste pour les élections municipales de 2014 à Nantes, où il arrive en quatrième position avec un score de 8,14 % ; candidat aux élections départementales de 2015 dans la Loire-Atlantique, dans le canton de Nantes-5 en binôme avec Béatrice Le Naour, où il arrive en troisième position avec 15,23 % des voix. Lors des élections régionales de 2015 dans les Pays de la Loire, il figure en 5e position (éligible) sur la liste du FN en Loire-Atlantique,.
En décembre 2015, il démissionne de ses responsabilités au sein de ce parti et disparaît de son organigramme.

### Éditeur et journaliste
Christian Bouchet dirige les revues Lutte du peuple (1991-1996) et Résistance (1997-2010). Il est l'éditorialiste du site Vox NR et le correspondant en France du quotidien italien Rinascita jusqu'en 2011 et rédacteur en chef adjoint, chargé des pages internationales, du bimensuel Flash (2008-2011). Il collabore actuellement à la revues Réfléchir & Agir.
Il utilise les pseudonymes « Loïc Baudoin » et « Lionel Placet ».
Il fonde et dirige les éditions Ars, devenues éditions Ars magna.
Selon Philippe Baillet, il est « un ami » du Russe Alexandre Douguine, dont il a fait traduire et éditer plusieurs livres, et au sujet duquel il a organisé des conférences. Bouchet affirme que le théoricien eurasiste russe aurait ouvert « des perspectives immenses sur l'islam, l’orthodoxie, le judaïsme, sans oublier les liens entre la Tradition et la géopolitique ».

### Travaux sur les «spiritualités de marge»
De décembre 1980 à août 2012, Christian Bouchet effectue « onze voyages allant de quelques semaines à plusieurs mois, dans l’Inde du Nord et dans les vallées de la chaîne himalayenne », expliquant son intérêt pour ce pays par la lecture, à quatorze ans, de Pèlerinage aux sources de Lanza del Vasto. Lors de son premier séjour, il est reçu en audience privée tant par le Dalaï-Lama - qui selon lui  « n’étant pas encore devenu une icône médiatique était  très facilement  abordable » - que par Kalou Rinpoché. Il y rencontre aussi la « prêtresse d'Hitler », Savitri Devi. Il déclarera avoir été très déçu par cette « mère à chats » et qualifiera ses positions comme relevant d'un néo-nazisme « parodique et fantasmé ». Lors des autres séjours, il assiste à la Kumbh Mela d’Allahabad, au pèlerinage aux grottes d'Amarnath, effectue le Chardham Yatra, le pèlerinage aux sources du Gange, et affirme s'être baigné dans le Gange à Bénarès et dans la Yamuna à Mathura.
Christian Bouchet est l'auteur d'un mémoire de maîtrise en histoire et d'un doctorat en ethnologie consacré au mage britannique Aleister Crowley (1875-1947). Il est aussi l'auteur de plusieurs ouvrages sur l’anthroposophie, l'islamisme, le néopaganisme, l'occultisme, le spiritisme et la wicca, ainsi que de biographies de Georges Gurdjieff, d'Alan Kardec, de Rudolf Steiner et de Karl Maria Wiligut.
Membre fondateur du Centre international de recherche et d'études martiniste en 1991 (avec, entre autres, Robert Amadou, Massimo Introvigne, Serge Caillet) il collabore à sa revue L'Esprit des choses. Membre du cercle Ernest-Renan de 1997 à 2008, il est conseiller à la rédaction de la revue de celui-ci de 2005 à 2008.
Il collabore actuellement à la revue annuelle Historia Occultae.
Ces activités ont été la source de diverses critiques. Il a ainsi été soupçonné d'appartenance à diverses structures païennes, paramaçonniques ou sectaires et interrogé dans l'ouvrage Entretiens avec des Hommes remarquables, il a précisé : « Je n'ai jamais été thélèmite, ni même crowleyen. (...) Si je dois rechercher un hypothétique mentor, ce n'est nullement à Aleister Crowley que je suis redevable mais à Julius Evola et, d'une manière plus discrète, à René Guénon », avant de conclure que : « chaque civilisation possède sa Tradition propre et que pour les Européens de l'Ouest cette Tradition est catholique. » Dans Les droites extrêmes en Europe, Jean-Yves Camus et Nicolas Lebourg le donnent comme affichant « un attachement marqué à une foi catholique non libérale »

### Vie privée et carrière professionnelle
Veuf d'une enseignante depuis 1995, il s'est remarié.
Il est le père de Gauthier Bouchet, délégué départemental du  Rassemblement national en Loire-Atlantique, conseiller régional des Pays de la Loire et ancien élu de Saint-Nazaire,.
Il est successivement chef de service à la mairie de Vertou, agent immobilier et professeur de sciences économiques et mercatique en section de technicien supérieur au lycée agricole d'Angers.
Il est en outre capitaine de réserve.
Le 26 octobre 2021, Christian Bouchet est condamné à 500 euros d'amende pour injure en raison de l’orientation sexuelle. En 2018, il avait en effet attaqué l'adjoint communiste à la mairie de Paris Ian Brossat sur Twitter en pointant son homosexualité. Cette condamnation sera infirmée en appel le 22 décembre 2022.

## Prises de position
Durant les années 1990, il promeut une ligne ethno-différentialiste, notamment à travers le soutien à des cercles arabes ou musulmans anti-impérialistes et l’opposition à l’assimilation des immigrés. Il utilise des slogans et des arguments pour encourager le communautarisme, critiquer l'impérialisme occidental et soutenir la république islamique d'Iran.
Il publie en 2002 une étude sur l’islamisme dans laquelle il critique son incapacité à offrir une alternative au monde moderne. À l’université d’été d’Égalité et Réconciliation en 2008, il revendique son appartenance à une longue tradition de l’extrême droite française de non-hostilité à l’égard de l’islam.  Mais il y abandonne l’ethnodifférencialisme radical, promouvant dorénavant un islam de France de type assimilationniste et républicain.
Il est critique de la théorie du choc des civilisations, qui aurait selon lui pour but d’empêcher la construction d’un monde multipolaire.

## Publications
- Aleister Crowley (1875-1947) : approche historique d'un magicien contemporain (mémoire de maîtrise en histoire remanié), Nantes, Ars, 1990, 134 p..
- Aleister Crowley et le Mouvement thélémite (thèse de doctorat en ethnologie remaniée), Château-Thébaud, Le Chaos, 1998 (réimpr. 2011), 232 p. (ISBN 2-912159-06-7, BNF 36993251).
- Crowley, Puiseaux, Pardès, coll. « Qui suis-je ? », 1999, 127 p. (ISBN 2-86714-194-X, BNF 37623180)  — traduit en allemand et en portugais.
- Occultisme, Puiseaux, Pardès, coll. « B.A-BA », 2000, 127 p. (ISBN 2-86714-224-5, BNF 37115631)  — traduit en portugais.
- Wicca, Puiseaux, Pardès, coll. « B.A-BA », 2000 (réimpr. 2016), 127 p. (ISBN 2-86714-233-4, BNF 37625267)  — traduit en italien.
- Gurdjieff, Puiseaux, Pardès, coll. « Qui suis-je ? », 2001 (réimpr. 2015), 127 p. (ISBN 2-86714-253-9, BNF 37659286).
- Néo-paganisme, Puiseaux, Pardès, coll. « B.A-BA », 2001, 127 p. (ISBN 2-86714-243-1, BNF 37638097).
- Les Nouveaux Nationalistes (préf. Roland Gaucher), Paris, Déterna, coll. « Politiquement incorrect », 2001, 320 p. (ISBN 2-913044-39-5, BNF 38842253)  — sont évoqués André-Yves Beck, Jean-François Colombani, Sébastien Legentil, Guillaume Luyt, Eddy Marsan, Benoît Merlin, Stéphane Parédé, Fabrice Robert, Franck Vandekerkof et Philippe Vardon.
- Islamisme, Puiseaux, Pardès, coll. « B.A-BA », 2002, 127 p. (ISBN 2-86714-266-0, BNF 38954363).
- Kardec, Puiseaux, Pardès, coll. « Qui suis-je ? », 2003, 127 p. (ISBN 2-86714-293-8, BNF 39099393).
- Les Liaisons dangereuses de Julius Evola : Aleister Crowley, Gerald Brousseau Gardner et Maria de Naglowska, Nantes, Ars magna, coll. « Les Documents d'Ars magna », 2003, 24 p..
- Spiritisme, Puiseaux, Pardès, coll. « B.A-BA », 2004, 127 p. (ISBN 2-86714-292-X, BNF 39287212).
- Les Nouveaux Païens, Paris, Dualpha, coll. « Politiquement incorrect », 2005, 338 p. (ISBN 2-915461-34-1, BNF 39986868).
- Steiner, Grez-sur-Loing, Pardès, coll. « Qui suis-je ? », 2005, 127 p. (ISBN 2-86714-361-6, BNF 39998441)  — traduit en italien.
- Anthroposophie, Grez-sur-Loing, Pardès, coll. « B.A-BA », 2006, 127 p. (ISBN 2-86714-371-3, BNF 40104336).
- Karl Maria Wiligut le Raspoutine d'Himmler, Étampes, Avatar, coll. « Sonnenwende », 2006, 100 p. (ISBN 978-0-9555132-2-0, lire en ligne)  — traduit en portugais et en espagnol.
- Islam et Combat national : pour une approche pragmatique, Nantes, Ars magna, coll. « Les Documents d'Ars magna », 2008, 25 p. (ISBN 978-2-912164-59-9 et 2-912164-59-1, BNF 41459384).
- Jeunes nationalistes d'aujourd'hui : qui sont-ils, que veulent-ils ?, Coulommiers, Déterna, coll. « Politiquement incorrect », 2008, 197 p. (ISBN 978-2-913044-70-8, BNF 41267147)  — entretiens avec David Rachline, Romain Vincent, Thierry Boudreaux, Kavan Herbin, Evgueni Ivanov, Ayar Lozano et Bertrand Le Digabel.
- Le devoir de mémoire, Nantes, Ars Magna, coll. « Le devoir de mémoire », 2021
- In Memoriam, Nantes, Ars Magna, coll. « Le devoir de mémoire », 2021
- De Nouvelle Résistance au Bastion Social : Tracts, déclarations, manifestes, programmes - Anthologie du nationalisme-révolutionnaire français (1991-2002), Nantes, Ars Magna, coll. « Le devoir de mémoire », 2023
- 1793-2019, des Sans-culottes au Bastion social : histoire du nationalisme-révolutionnaire français, Nantes, Ars Magna, coll. « Le devoir de mémoire », 2023
- Paroles de rebelles : Entretiens avec une jeunesse dissidente, Nantes, Ars Magna, coll. « Les Ultras », 2024
- Nationaliste et révolutionnaire : un itinéraire rouge-brun, Nantes, Ars Magna, coll. « Le devoir de mémoire », 2025
- Enquête sur les nouveaux païens, Camion Blanc, mars 2020, 422 p. (ISBN 9782378481704, lire en ligne).

### Traductions
- Jean-Marie Benjamin, Tiberio Graziani et Carlo Terracciano (trad. de l'italien, av.-propos Enrico Galoppini), Irak avant-poste d'Eurasie, suivi de L'Axe et l'Anaconda, l'Irak face à la conquête de l'Eurasie [« Iraq trincea d’Eurasia, seguito da L’asse e l’anaconda: l'Iraq di fronte alla conquista dell’Eurasia »], Lucan-Paris, Avatar, coll. « Les Cahiers de la radicalité » (no 1), 2003, 105 p. (ISBN 0-9544652-1-0, BNF 40019078).
- Savitri Devi (trad. de l'italien), Le National-socialisme et la Tradition indienne [« India e il nazismo »], Lucan-Paris, Avatar, coll. « Les Cahiers de la radicalité » (no 2), 2005, 102 p. (ISBN 0-9544652-2-9, BNF 39990777, lire en ligne).